# Condizione della donna in Qatar
I diritti delle donne in Qatar sono limitati dalla legge sulla tutela maschile del paese e influenzati dall'interpretazione wahhabita dell'Islam. Nel paese vige il suffragio universale dal 1999 e il tasso di occupazione femminile è al di sopra della media mondiale, nonché tra i più alti del mondo arabo, una conseguenza del sempre più crescente numero di donne che accedono ad un'istruzione di livello accademico.
La promiscuità tra i sessi è limitata. In pubblico, le donne qatariote indossano abiti tradizionali come l'abaya e lo shayla, nascondendo parzialmente il loro corpo. La psicologa Mouza Al Malki afferma che la separazione di genere è influenzata più da fattori culturali che religiosi. Le donne qatariote devono ottenere il permesso dai loro tutori maschi per sposarsi, studiare all'estero grazie a borse di studio, lavorare in molti degli uffici governativi, viaggiare all'estero fino a una certa età, ricevere alcune forme di assistenza sanitaria riproduttiva e agire come tutore principale del bambino, anche se divorziate.

## Storia
Prima dell'urbanizzazione il Qatar era terra di pascolo per le tribù nomadi delle regioni saudite del Najd e dell'al-Hasa. Nella società beduina le donne si occupavano della compravendita di beni per conto della loro tribù e spesso si ritrovavano ad assumere compiti decisionali quando gli uomini si assentavano a lungo per commerciare o per la ricerca di perle. Le donne vivevano separatamente dagli uomini all'interno dei loro alloggi e la loro istruzione era considerata poco importante ed era scarsamente disponibile. Di contro, ai bambini delle aree urbane veniva insegnato il Corano fino all'età di dieci anni, dopodiché la famiglia avrebbe celebrato l'al khatma, la fine della memorizzazione del Corano.

### L'era industriale
Con i benefici finanziari derivati dalle operazioni di trivellazione petrolifera negli anni '50 e '60, la scolarizzazione femminile crebbe costantemente. A proposito della condizione femminile qatariota, nel 1968 la giornalista kuwaitiana Hidayat Sultan Al Salem scriveva:
(Hidayat Sultan Al Salem, Papers of a Traveller in the Arabian Gulf:)
L'occupazione femminile visse un particolare sviluppo agli inizi degli anni '70.

## Istruzione

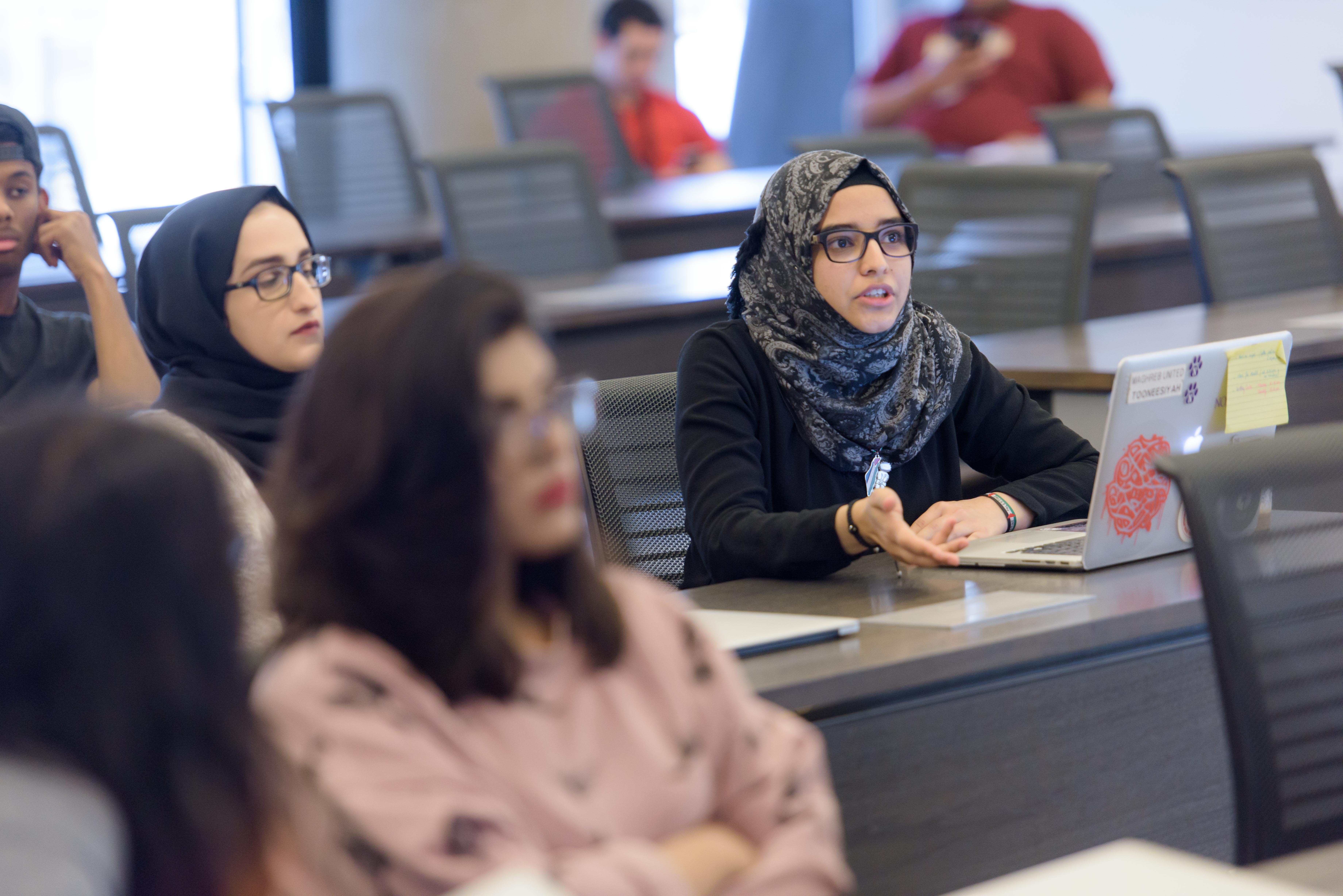
Studentesse in una classe dell'Università nordoccidentale del Qatar

In seguito all'istituzione della Scuola maschile "Khalid Bin El Walid" nel 1951 una donna di nome Amna Mahmoud Al-Jaidah si appellò al governo affinché fosse fondata anche una scuola per ragazze. La sua richiesta venne respinta per via della forte opposizione della società qatariota all'idea che le ragazze potessero imparare a leggere e scrivere. Nonostante ciò, Amna Mahmoud fondò una scuola improvvisata all'interno della sua casa, che ottenne il riconoscimento ufficiale del governo nel 1953. Quattro anni più tardi la scuola assunse il nome di Banat Al Doha e accoglieva più di 100 studentesse. Prima dell'istituzione della scuola, l'unica forma di istruzione esistente per le donne era quella religiosa. Un rapporto statistico annuale del Ministero dell'Istruzione rivela che tra il 1980 e il 1981 c'erano 70 scuole femminili con 19.356 studentesse, un aumento considerevole rispetto alle 50 studentesse del 1955.
La prima università del Qatar fu fondata nel 1973 e disponeva di facoltà separate per uomini e donne. Dei 157 studenti iniziali, 103 erano donne. Il rapporto tra studenti maschi e femmine è rimasto stabile negli anni successivi. Nel 2003 Sheikha Abdulla Al-Misnad è diventata la prima rettrice dell'università. Le donne rappresentavano oltre il 50% del personale di ateneo nel 2008. Nel 2012 il numero delle studentesse iscritte era quasi il doppio rispetto ai maschi.
Più della metà dei dipendenti del Ministero dell'Istruzione è composta da donne. Nel 2008 è stato riferito che il tasso di crescita del numero di studentesse aveva superato quello dei maschi nelle scuole pubbliche. Anche i tassi di donne che frequentano le università private stanno crescendo rapidamente. Alla Carnegie Mellon University in Qatar ad esempio le donne rappresentano il 57% degli studenti. Inoltre le studentesse scelgono sempre più indirizzi accademici tradizionalmente dominati dagli uomini, come l'ingegneria e la tecnologia dell'informazione: circa il 40% degli studenti della Texas A&M University of Qatar, un'università orientata all'ingegneria, è composto da donne.
Le donne qatariote ritengono che l'istruzione femminile sia importante per una serie di motivi, uno tra i quali è l'indipendenza lavorativa dopo il divorzio. Molte giovani donne qatariote credono che il tasso di divorzio della nazione stia aumentando, sebbene questo si attesti all'8%. Inoltre l'istruzione è vista come una forma di emancipazione femminile, un'opportunità per dimostrare il loro valore alla società e per raggiungere la piena indipendenza.

## Occupazione
Nel 2001 il Qatar ha approvato la legge sul pubblico impiego e l'ordinanza n. 13 del Consiglio dei ministri, creando così un quadro giuridico a tutela dei diritti delle donne nel mondo del lavoro. Un'altra legge approvata nel 2002 ha poi consentito alle donne i benefici pensionistici, oltre a quelli di reversibilità.
Secondo le statistiche nel 2014 in Qatar vi erano più di 32.000 lavoratrici, registrando così un aumento di oltre 7.000 unità rispetto al 2011. Un quarto della forza lavoro femminile qatariota è impiegata nel settore edile, il 27% nel settore informatico e il 45% nelle scienze sociali e naturali. La maggior parte delle donne del Qatar lavora nel settore pubblico. Nonostante il tasso di occupazione femminile sia il più alto dei paesi membri del Consiglio di cooperazione del Golfo e superiore alla media mondiale (a partire dal 2013), la percentuale di lavoratrici qatariote è ancora leggermente inferiore a quella dei paesi sviluppati. Tuttavia, a causa del numero crescente di donne con titoli di studio accademici, il governo prevede un ulteriore aumento della forza lavoro femminile.
Se nel settore pubblico le donne hanno ottenuto una certa condizione paritaria con gli uomini, nel settore privato i salari maschili sono più alti e il settore finanziario è ancora dominato dagli uomini. Le donne non occupano ancora ruoli di rilievo in campi come la politica, l'economia e la legislatura, ma hanno potere decisionale in alcuni settori del servizio civile come l'istruzione e gli affari sociali.
Il 4 luglio 2022 il MENAFN ha riferito che il Qatar ha adottato iniziative specifiche volte a promuovere il coinvolgimento diretto delle donne nel mercato del lavoro, nella partecipazione politica e negli incarichi decisionali. Alla 50ª sessione del Consiglio per i diritti umani delle Nazioni Unite, il secondo segretario del Dipartimento per i diritti umani del ministero degli Affari esteri Hissa Al Sulaiti ha aggiunto che il Qatar ha adottato una legislazione pertinente nel campo della protezione delle donne da tutte le manifestazioni di violenza e ha anche istituito degli enti specializzati come il centro Aman, che opera per la Qatar Foundation.
Tra i maggiori ostacoli all'occupazione vi sono gli obblighi familiari, il basso numero di offerte di lavoro e l'inadeguata conoscenza della lingua inglese. Anche le opinioni della società hanno influenzato negativamente le opportunità di lavoro per le donne, poiché alcuni segmenti conservatori della popolazione considerano improprio che le donne lavorino nel settore alberghiero o in quello dello spettacolo. Tuttavia, la maggior parte dei qatarioti considera positiva l'occupazione femminile.

## Abbigliamento

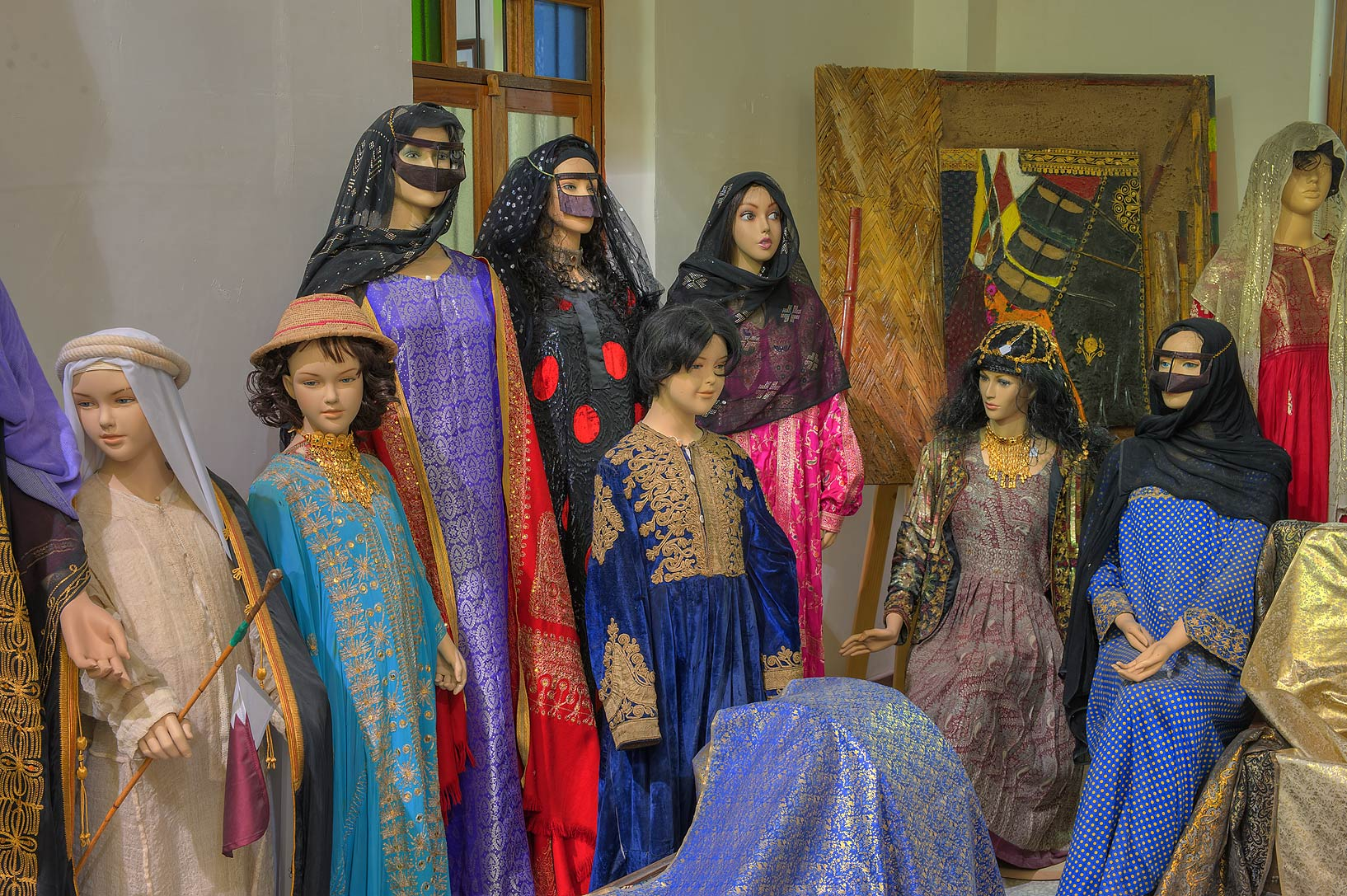
Manichini con abiti femminili tradizionali qatarioti al Museo Sheikh Faisal Bin Qassim Al Thani

È consuetudine che donne e uomini si vestano in modo modesto, ma il codice di abbigliamento è generalmente guidato dai costumi sociali ed è più permissivo rispetto ad altre nazioni del Medio Oriente. Le donne qatariote generalmente indossano delle lunghe vesti nere e l'hijab (chiamato localmente bo'shiya), ma il capo d'abbigliamento musulmano sunnita più tradizionale per le donne è l'abayah insieme alla sciarpa nera usata per coprire le loro teste nota come shayla.
Si ritiene che le donne qatariote abbiano iniziato a usare maschere per il viso nel XIX secolo in un periodo di forte immigrazione. Poiché non avevano modi pratici per nascondere i loro volti agli stranieri, iniziarono a indossare lo stesso tipo di maschera delle loro controparti persiane.

## Musica
La musica popolare qatariota è principalmente incentrata sulla ricerca delle perle, un'attività riservata agli uomini, per cui le donne furono sempre escluse da questo genere di canzoni, tranne quando venivano avvistate navi di perle che tornavano in patria, un'occasione che vedeva le donne radunarsi in riva al mare e cantare delle canzoni riguardanti la difficoltà dell'immersione con le perle.
Le donne cantavano principalmente canzoni relative ad attività lavorative, come la macinazione del grano o il ricamo. Alcune canzoni trattavano temi generali, mentre altre erano incentrate su processi specifici. Le esibizioni pubbliche delle donne venivano praticate solo in due occasioni annuali. La prima era l'al-moradah, tipico dell'id al-fitr e dell'id al-adha, durante il quale donne e ragazze di tutte le classi sociali si radunavano in una zona appartata del deserto per cantare e ballare in abiti ricamati. La seconda occasione di canto pubblico collettivo era nota come al-ashori, che si riferisce alle esibizioni durante i matrimoni. Viene tuttora praticata da alcune classi sociali del Qatar.

## Teatro
Gli spettacoli teatrali hanno contribuito a rompere i tabù sulle discussioni pubbliche riguardanti i diritti delle donne e il loro ruolo nella società del Qatar. L'opera teatrale del 1985 Ibtisam in the Dock scritta da Saleh Al-Mannai e Adil Saqar affronta la questione del matrimonio combinato. La storia riguarda una giovane ragazza che, dopo aver intrattenuto una relazione segreta, confessa al padre la sua disillusione per le tradizioni passate e per lo sposo che la famiglia ha scelto per lei. Un'altra commedia intitolata Girls Market di Abdullah Ahmed e Asim Tawfiq paragona la vendita delle donne a corteggiatori paganti alla compravendita dei beni sul mercato, associando quindi il matrimonio combinato al materialismo.

## Le donne e lo sport

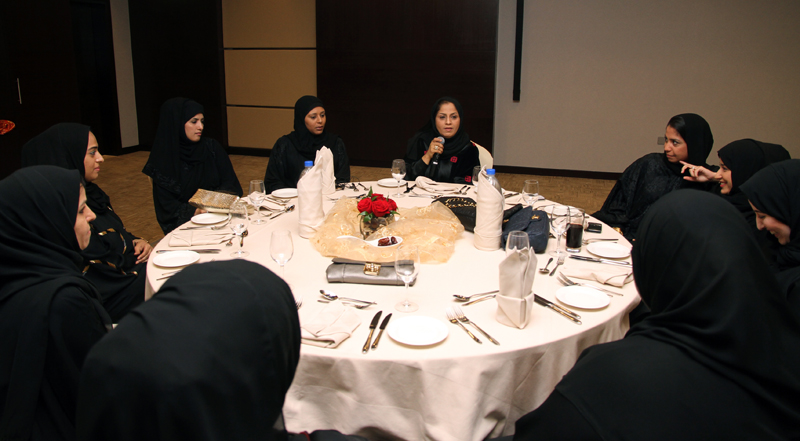
Una riunione del consiglio del comitato sportivo femminile del Qatar

Prima del XXI secolo lo sport veniva raramente praticato dalle donne. Nel 1998 venne ospitata nel paese la prima competizione femminile di atletica, che fu autorizzata dalla IAAF e risultò uno dei primi grandi eventi sportivi in Qatar a ospitare delle spettatrici.
Nel 2000 è stato fondato il Comitato sportivo femminile del Qatar (QWSC) su iniziativa di Moza bint Nasser, accreditato l'anno successivo dal Comitato Olimpico del Qatar. L'obiettivo primario dell'ente è quello di raggiungere la parità di genere nello sport.
Le Olimpiadi del 2012 di Londra videro partecipare per la prima volta delle atlete qatariote ai giochi olimpici, le quali gareggiarono nel nuoto (Nada Arkaji), nell'atletica (Noor Hussain Al-Malki), nel ping pong (Aya Majdi) e nel tiro (Bahiya Al-Hamad, portabandiera alla cerimonia di apertura).

## Vita sociale

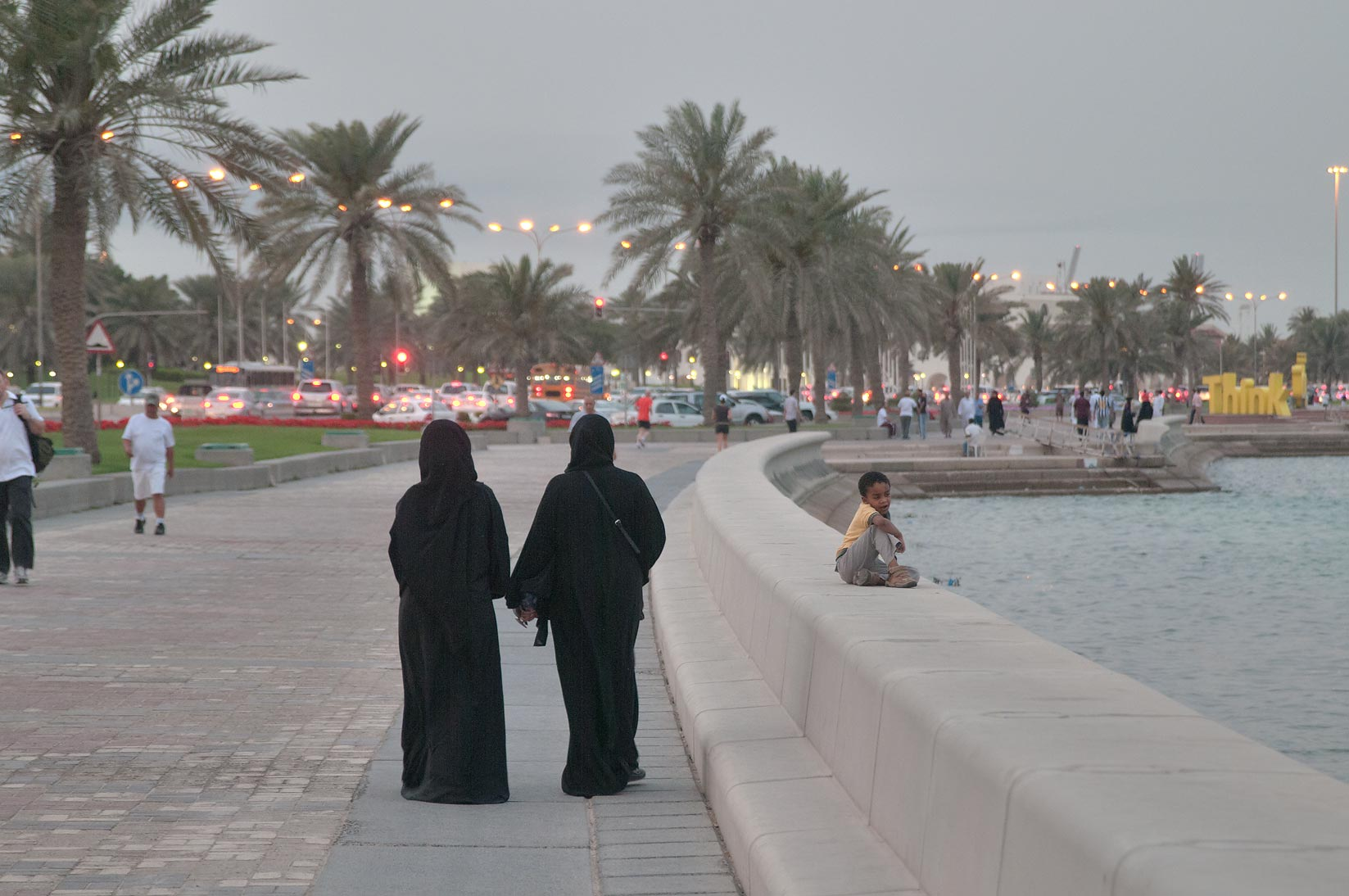
Donne qatariote con abaya che camminano sulla Corniche di Doha

Il Qatar è uno dei due paesi islamici di tipo salafita insieme all'Arabia Saudita. Rispetto a quest'ultimo, i valori sociali delle donne in Qatar tendono ad essere più liberali e si registra una minore separazione dei generi.
Le donne generalmente non vengono mai portate a eventi sociali tranne che per le riunioni in stile occidentale o quando i partecipanti sono composti da parenti stretti. Le scuole pubbliche per ragazze sono separate dalle quelle maschili. Inoltre, le donne sono generalmente impiegate nel settore pubblico, sebbene siano poche ad aver ottenuto incarichi di governo di alto livello, con solo quattro di esse nominate ministri nel corso della storia del paese.

## Politica
Le donne qatariote godono del diritto di voto e possono candidarsi a cariche pubbliche. Il Qatar ha concesso il diritto di voto alle donne contemporaneamente agli uomini in relazione alle elezioni del 1999 per un Consiglio municipale centrale. Queste elezioni, le prime in assoluto nel paese, si sono svolte deliberatamente l'8 marzo 1999 in occasione della giornata internazionale della donna. Il Qatar è stato il primo paese del Consiglio di cooperazione del Golfo a introdurre il suffragio universale.

### Ministri di governo

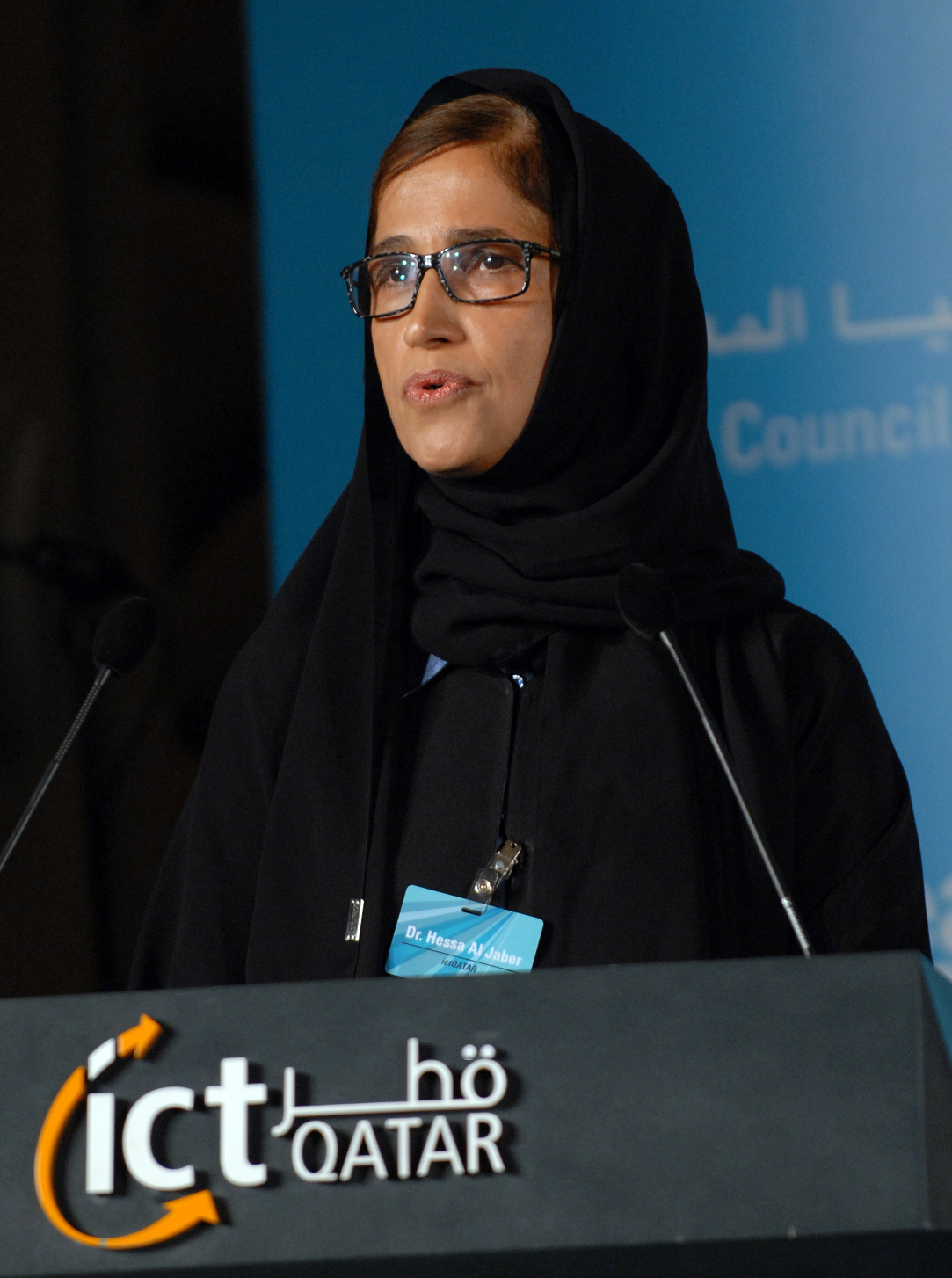
Hessa Al Jaber, la terza donna membro del gabinetto del Qatar, durante un discorso nel 2012

Il Qatar ha nominato la sua prima donna ministro nel 2003, quando Sheikha Ahmed al-Mahmoud divenne ministro dell'Istruzione. Nel 2008 Ghalia bint Mohammed bin Hamad Al Thani è stata nominata ministro della Salute Pubblica, seguita da Hessa Al Jaber, designata a capo del Ministero delle comunicazioni e della tecnologia, e Hanan Al Kuwari, ministro della Salute Pubblica nel 2016.

### Assemblea consultiva
I membri dell'Assemblea consultiva (Majlis ash-Shura) sono designati dall'emiro del Qatar. Nel novembre 2017 l'emiro Tamim bin Hamad Al Thani ha nominato per la prima volta quattro donne nel consiglio.

### Elezioni municipali
Le elezioni del Consiglio municipale centrale, inaugurate nel 1999, sono le uniche elezioni libere che si tengono nel Paese. Nel 1999 Mouza Al Malki divenne la prima donna nei paesi del Consiglio di cooperazione del Golfo a candaidarsi a un'elezione municipale. Nel 2003 Sheikha Yousuf Hasan Al Jufairi fu la prima donna a ricoprire una carica pubblica municipale.

### Diplomazia

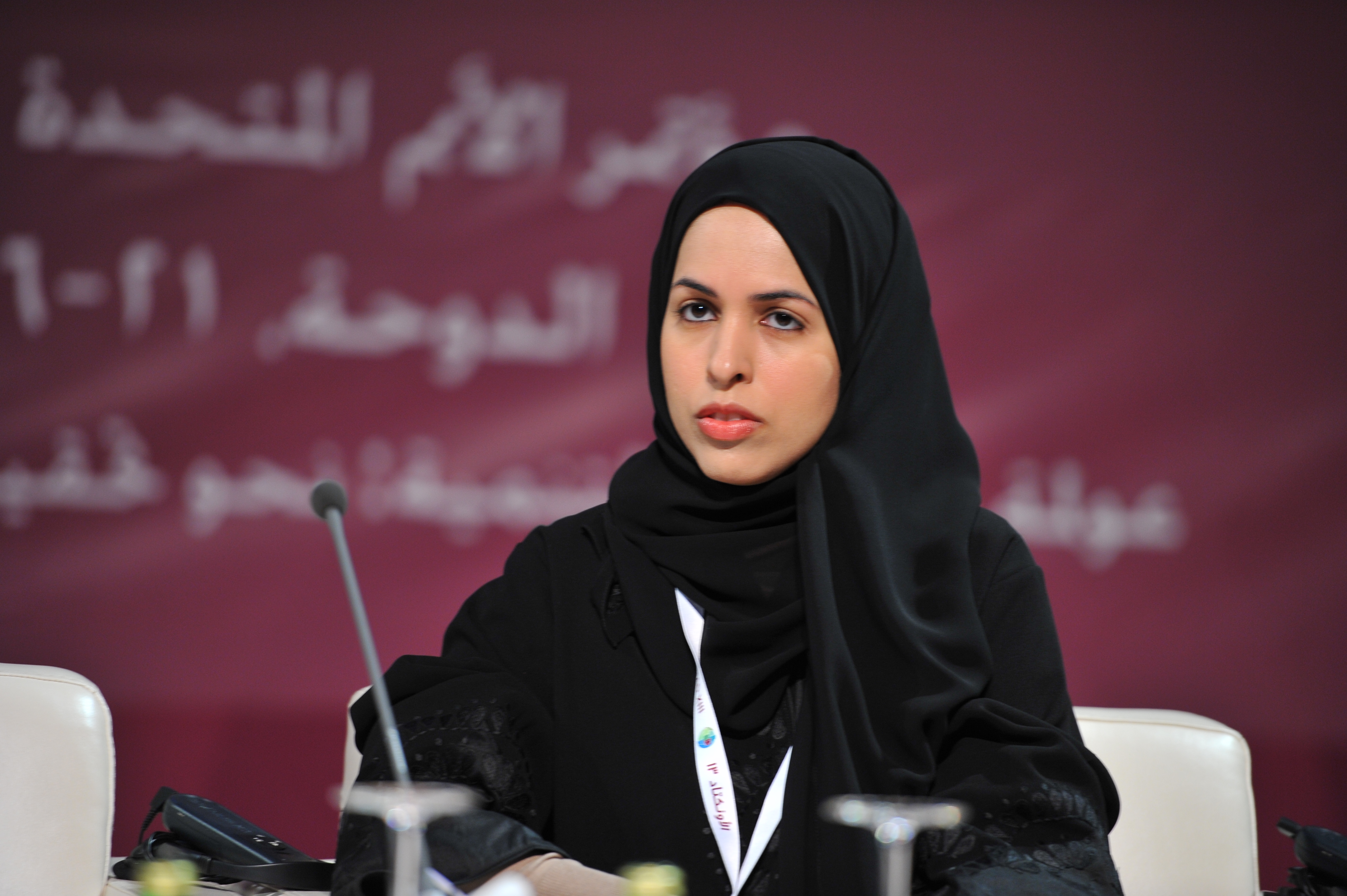
Alya bint Ahmed Al Thani a una conferenza delle Nazioni Unite

Alya bint Ahmed Al Thani è diventata la prima donna qatariota a ricoprire il ruolo di ambasciatrice nel 2013, essendo stata nominata rappresentante permanente presso le Nazioni Unite. Lolwah Al-Khater è portavoce del Ministero degli Affari Esteri dello Stato del Qatar dal 2017.

## Parità di genere
Le donne qatariote hanno fatto significativi progressi legali e sociali a partire dagli anni '90. Esse ricoprono posizioni chiave nel settore dell'istruzione, nel settore bancario, nei progetti di beneficenza, nei servizi sanitari, nel turismo, nel diritto, nella pubblica amministrazione e nella diplomazia.
Nel 1998 è stata fondata la Commissione per gli affari delle donne come ramo del Consiglio supremo per gli affari familiari al fine di gestire il benessere delle donne del Qatar. Oltre a cercare di difendere i diritti delle donne, il comitato mira a integrare le donne nella società fornendo assistenza economica e opportunità di lavoro. Il Qatar ha nominato la sua prima donna ministro del gabinetto nel 2003 e nello stesso anno una candidata ha vinto le elezioni del Consiglio municipale centrale (CMC) per la prima volta nella storia.
Il divario salariale nel mondo arabo è notevole. Le donne vengono pagate dal 25 al 50% in meno rispetto agli uomini. Inoltre gli uomini qatarioti godono ampiamente di indennità sociali come i rimborsi per vitto e alloggio, a differenza delle colleghe donne.
Molte donne del Qatar sono controllate dalle loro famiglie e dai coniugi in nome della cultura e della religione. Nel paese è legale controllare il luogo in cui si trova una donna adulta e il suo orario di coprifuoco. Le donne ricevono spesso minacce di abusi fisici dalle loro famiglie. In Qatar le violenze domestiche non sono criminalizzate dalla legge.
Secondo il Ministero dell'Interno, una donna di età inferiore ai 25 anni non sposata ha bisogno di un permesso elettronico del suo tutore (permesso di uscita) per poter lasciare il Paese. Gli uomini possono lasciare il paese senza permesso dall'età di 18 anni.